# Theodore Tartakover
Theodore Tartakover (* 22. Oktober 1880 in Hay; † 16. Juli 1945 in Sydney; auch Theo Tartakover genannt) war ein australischer Schwimmer.

## Karriere
Tartakover nahm 1908 an den Olympischen Spielen in London teil. In der Individualdisziplin über 100 m Freistil scheiterte er im Vorlauf, über 400 m Freistil erreichte er das Halbfinale. Auch für den Wettkampf über 1500 m Freistil war der Australier gemeldet, trat aber nicht an. Im Mannschaftswettbewerb über 4 × 200 m Freistil wurde er mit der Staffel Australasiens Vierter. Vier Jahre später war der Schwimmer  Teilnehmer der Olympischen Spiele in Stockholm. Dort scheiterte er über 100 m und 400 m Freistil im Vorlauf.